# نولده ۵۶۹۸
سیارک ۵۶۹۸ (به انگلیسی: 5698 Nolde، نامگذاری:4121T-1) پنج هزار و ششصد و نود و هشتمین سیارک کشف شده‌است که در ۲۶ مارس ۱۹۷۱ کشف شد.
قدر مطلق سیارک برابر ۱۱٫۸۰ است.